# 2003 YV179
2003 YV179, também escrito como 2003 YV179, é um objeto transnetuniano que está localizado no Cinturão de Kuiper, uma região do Sistema Solar. Ele possui uma magnitude absoluta de 7,0 e tem um diâmetro estimado com 175 km.

## Descoberta
2003 YV179 foi descoberto no dia 24 de dezembro de 2003.

## Órbita
A órbita de 2003 YV179 tem uma excentricidade de 0,224 e possui um semieixo maior de 47,372 UA. O seu periélio leva o mesmo a uma distância de 36,778 UA em relação ao Sol e seu afélio a 57,966 UA.